# 風間一輝
風間 一輝（かざま いっき、1943年 - 1999年11月18日）は、日本の小説家、イラストレーター。満州生まれ。
本名、桜井一（さくらいはじめ）。本名ではイラストレーター、グラフィックデザイナー、ミステリ評論家、パズル作家等として活動。さらに、酒口風太郎（さかぐちふうたろう）、十久尾零児（じゅくびれいじ）という別名義がある。

## 生涯
広告代理店のデザイン室、デザイン事務所、出版プロダクション、フリーなどを経て、あとりえ・ふぁいぶに所属。ミステリ小説のカバー絵・イラストを多数担当。
1989年、ハードボイルド小説「男たちは北へ」を風間名義で刊行して、小説家デビュー。なおそれ以前に桜井名義で発表した『86分署物語 名探偵退場』も小説作品である（ミステリのパロディ短編集）。
酒好き、自転車好きで知られた。1999年11月18日、直腸癌のため死去。第18回日本冒険小説協会全国大会にて"その作品全てに"特別功労賞が贈られた。
「されど卑しき道を」は「暗殺の街」として仲村トオル主演で映画化、「漂泊者」は哀川翔主演でVシネマ化された。

## 著作

### 桜井一名義
- ポスター版 奇想天外ビッグパズル1 桜井一出題 奇想天外社 1981
- ミステリマップ : 名探偵たちの足あと 桜井一 著 早川書房 1982
- レディース・パズル 桜井一 著 集英社 1982 (集英社文庫. コバルトシリーズ)
- 名探偵100人紳士録 : 名探偵たちの身上調査書 桜井一 著 大和書房 1984
- 完全犯罪ゲーム―アドベンチャー・ミステリー (シミュレーション・ブックス) 桜井一 (著), 桑田次郎絵　西東社 1985
- おいしい殺人教えます 桜井一 著 時事通信社 1986
- 名探偵退場 : 86分署物語 桜井一 著 青樹社 1987 (Big books)
- これでもか!殺人推理 : 謎の事件簿に挑戦 桜井一 著 大陸書房 1991 大陸文庫

### 酒口風太郎名義
- Bar酔虎伝 酒口風太郎 著 早川書房 1987
- 図解ミステリー読本 酒口風太郎 [著],桜井一 画 光文社 2000 (知恵の森文庫)

### 十久尾零児名義
- 五大御伽話の謎 : あるいは嘘だらけの絵本とその黒い背後思想 十久尾零児 著 虎見書房 1970
- 子どもに読ませたい!残酷日本むかし話 : 決定版 十久尾零児 著 アートン 1999

### 風間一輝名義
- 男たちは北へ
  - 1989年4月 早川書房 ISBN 978-4-15-203394-9
  - 1995年8月 ハヤカワ文庫 ISBN 978-4-15-030522-2
- 地図のない街
  - 1992年3月 ハヤカワ・ミステリワールド ISBN 978-4-15-203509-7
  - 1996年2月 ハヤカワ文庫 ISBN 978-4-15-030540-6
- 漂泊（ながれ）者
  - 1993年11月 青樹社 ISBN 978-4-7913-0790-6
  - 1999年11月 角川文庫 ISBN 978-4-04-349901-4
- されど卑しき道を（短編集）
  - 1995年6月 角川書店 ISBN 978-4-04-872866-9
    - 収録作品：「よくある話」「雨垂れ」「国道四号線」「疾走」「湖畔亭の客」「夜行列車」「されど卑しき道を」

  - 2002年2月 角川文庫 ISBN 978-4-04-349902-1
    - 『不器用な愛』に改題、上記に「土蔵は消化不良」「忌々しい野郎」の2作品増
- 片雲（ちぎれぐも）流れて
  - 1995年10月 ハヤカワ・ミステリワールド ISBN 978-4-15-207964-0
  - 2000年2月 幻冬舎文庫 ISBN 978-4-87717-839-0
- 今夜も木枯らし
  - 1997年2月 幻冬舎
  - 1999年11月 幻冬舎文庫 ISBN 978-4-87728-795-5
- 海鳴りに訊け　Ask the roaring of the sea
  - 1998年2月 角川書店 ISBN 978-4-04-873081-5
- 片道切符
  - 1998年8月 光文社 ISBN 978-4-334-92300-6
  - 2000年4月 光文社文庫 ISBN 978-4-334-72991-2
- 今夜も月は血の色（「今夜も木枯らし」の続編、絶筆作品）
  - 2000年3月 幻冬舎 ISBN 978-4-87728-394-0

- 孤愁（1994年12月 角川書店 ISBN 978-4-04-872828-7）
  - 稲見一良・真保裕一・黒川博行他とのオムニバス作品、風間の作品は「口笛」
- 悲劇の臨時列車（1998年12月 光文社 ISBN 978-4-334-72738-3）
  - 西村京太郎・有栖川有栖・津村秀介他とのオムニバス作品、風間の作品は「夜行列車」
- 夢を撃つ男（1999年7月 角川春樹事務所 ISBN 978-4-89456-542-5）
  - 大石英司・佐伯泰英・船戸与一他とのアンソロジー、風間の作品は「逃亡の夜は長く」

## 深志荘
- 風間作品に登場する人物の多くが住居、拠点とする池袋のさびれた裏通りにあるボロアパート。

都心で便利なのに家賃は安い。2階建ての計10部屋でトイレは共同。おそらく風呂はない。
「しんしそう」という名前だが、住人たちは紳士からはほど遠い一癖ある連中ばかり。
- このアパートの住人で、ある作品で主人公だった人物が別の作品で脇役として出演するといったケースが多く、風間作品のキーとなる存在である。

## 風間作品の登場人物（作品名）
- 桐沢風太郎　売れないグラフィック・デザイナー。自転車好き。アル中。（『男たちは北へ』『地図のない街』）
- 仙波敬介　版の古い百科事典のセールスマン。元高校球児。（『今夜も木枯し』他）
- 室井辰彦　深志荘101号室の住人。悪徳私立探偵。元ウェルター級プロボクサー。殺人罪で国内外を逃亡中。風間作品の中核を担う人物。（『漂泊者（ながれもの）』他）
- 滝川直次　表向きはエロ雑誌専門カメラマン。実は詐欺師。（『不器用な愛』他）
- 烏堂勲　殺し屋。池袋の街外れの借家住まい。表稼業はモデルガンショップの店長。酒は一日一瓶。（『片道切符』）
- 北岡吾郎　単身赴任中の平凡なサラリーマンだったがチンピラにボーナスを奪われたことをきっかけに山谷の住人となる。特技はサッカーの動きを応用した蹴りと頭突き。アル中。（『地図のない街』）